# Хеффер, Эрик
Эрик Самуэль Хеффер (12 января 1922 — 27 мая 1991) — британский политик, социалист. Был членом британского парламента от Лейбористской партии с 1964 по 1991 годы. Хеффер был выходцем из рабочего класса, начинал свою деятельность, работая столяром, но считался видным интеллектуалом и библиофилом — в его доме было 12 000 книг. За годы политической активности он изменил свои взгляды на ЕЭС и членство в нём Великобритании с позитивного до резко отрицательного. Непродолжительное время в середине 1970-х входил в состав правительства Гарольда Вильсона. В дальнейшем он активно участвовал в идеологических дебатах внутри Лейбористской партии, протестуя против отхода от социалистических принципов к экономическому либерализму, и защищал Ливерпульский муниципалитет, где доминировали крайне левые лейбористы (энтристы из троцкистской тенденции «Militant»), от нападок партийного руководства.

## Семейная жизнь и молодость
Хеффер родился в Хартфорде в семье рабочих. Его дед был каменщиком, а позже железнодорожным связистом, а отец сапожником и ремонтником, хотя ему принадлежал его собственный бизнес. Позднее Хеффер гордо объявил «я всецело пролетарского происхождения». Семья Хеффера относила себя к Высокой церкви, про-католической ветви внутри Англиканской церкви, и сам Хеффер в детстве пел в хоре в местном приходе: именно там, в возрасте 8 лет Хеффер провел свою первую забастовку, и, как он сказал, что это был первый опыт нарушения его прав работодателем. Он смог посещать школу только до 14 лет, что было типично для семей английских рабочих.

### Работа
После окончания обучения Хеффер ещё как подросток сменил несколько профессий — электрик, кожевник и наконец плотник и столяр. Как столяр он работал на стройках с 16 лет. Это приносило неплохой доход когда строительная работа пользовалась спросом, но когда были трудности на рынке строительства работы почти не было. Однако, такое положение давало ему время чтобы самостоятельно учиться и читать в свободное время, также Хеффер посещал курсы, которые организовали Образовательная Ассоциация Рабочих и Национальный совет лейбористских Колледжей. Как член профсоюза Хеффер был активен сначала в «Соединенном Обществе Плотников», а после его слияния с другими союзами, в Союзе строителей, объединенных профессий и Технического персонала (UCATT). Во время Второй мировой войны он служил в Королевских военно-воздушных силах в частях техобслуживания в Фазакерли, пригороде Ливерпуля.

### Коммунизм
Когда Марш из Джарроу проходил через Хартфорд в 1936 году, Хеффер специально пошёл посмотреть на него, и марш произвел на него сильное воздействие. Семья Хеффера часто обсуждала политику дома, и он видел свои политические убеждения в поддержке профсоюзного движения и социализма в свете христианства. В 1939 году Хеффер присоединился к Лейбористской партии. Однако, когда нацистская Германия вторглась в Советский Союз в 1941 году, Хеффер ушёл из лейбористской партии и присоединился к Коммунистической партии; он заявлял — «для меня Сталин был самым великим человеком». В Ливерпульской Коммунистической партии Хеффер встретил его будущую жену Дорис. В то время как коммунизм был привлекателен для Хеффера как выражение сознания рабочего класса, он был противником строгой партийной дисциплины. В итоге в 1948 году Коммунистическая партия лишила его членства. В 1956 году он снова вступил в лейбористскую партию.

## Парламент
В 1964 году Хеффер выиграл выборы в одном из округов Ливерпуля и стал членом парламента. Там Хеффер соединился с крайне левыми лейбористами, и с ними в 1965 году начал кампанию за национализацию доков, по работе в ливерпульских профсоюзах он знал что докеры работали на очень невыгодных контрактах, и что государство всячески боролось с созданием портовых профсоюзов. В 1965 году Хеффер участвовал в митингах у посольства Соединенных Штатов против использования армией США напалма и химического оружия во Вьетнамской войне, и многократно выступал в Парламенте против дипломатической поддержки оказанной британским правительством агрессии США, Пиночету в Чили и «режиму черных полковников» в Греции. Однако в 1982 году во время войны Британии и Аргентины за Фолкленды (Мальвины) Хеффер отказался голосовать за предложение другого левого лейбориста Тони Бенна о немедленном прекращении огня и выводе британской армии с островов.

## Последние годы
В течение 1980-х годов под руководством лидера лейбористов Нила Киннока внутри Лейбористской партии началось резкое движение «вправо», была изгнана из партии троцкистско-ленинистская группа Militant tendency, которая имела чрезвычайно сильные позиции в Ливерпуле, какое-то время контролируя городской парламент, и которую поддерживал Хеффер. В связи с этим сторонники более левой политики пришли к выводу о необходимости этому противостоять. В 1988 году на внутрипартийных выборах социалистическим флангом партии Тони Бенн был выбран кандидатом на пост Лидера партии, а Хеффер на пост заместителя. Но к этому времени у левого крыла уже не было реальных шансов на победу, и их результатом стали всего 9,483 %.
24 ноября 1989 года Хеффер объявил, что он не будет участвовать в следующих выборах. Решение было вызвано тем, что у него была обнаружена неизлечимая форма рака желудка. Он тяжело болел, но посвящал много времени на написание книг и статей. Когда Парламент собрался для дебатов о Войне в Заливе, Хеффер выступил на дебатах, произнеся, сам это понимая, свою последнюю речь с трибуны в Палате общин, с призывом к Англии не участвовать в агрессии. Он выглядел абсолютно бледным и исхудалым. В январе 1991 года, уже не в состоянии ходить, в инвалидном кресле он посетил Палату общин, чтобы голосовать против войны в Ираке. В марте 1991 года он получил награду «Свобода города Ливерпуля» («freedom of the city of Liverpool»), но поскольку он был слишком болен, чтобы поехать туда, он получил её в Лондоне. Перед самой смертью Хеффер сказал в адрес Киннока: «Ты должен умереть, не я!». Хеффер считал Киннока главным предателем интересов рабочего движения в Британии.
Два месяца спустя, Хеффер умер в возрасте 69 лет.